# Adobe Illustrator
Adobe Illustrator е редактор на векторна графика разработен от Adobe Systems. Последната версия е Illustrator CC 2020.

## Възможности
- многобройни инструменти:
  - рисуване чрез криви на Безие
  - трасиране на растерна графика
  - коригиране на криви – изтриване, заглаждане
  - подравняване на графични обекти
- множество ефекти:
  - създаване на 3D обекти от двуизмерни такива
  - живи (live) ефекти които не разрушават оригиналния обект и позволяват той да се редактира и след прилагането им
  - преливане на форми (blend) за създаване на сложни контури и просто анимиране
- богато печатно оформление
- автоматизация
- настройване на работната площ
- добра поддръжка на таблети
- интеграция с останалите продукти на Adobe както и с продукти от Офис пакета на Майкрософт
- поддръжка на множество формати – PDF, EPS, PSD, TIFF, GIF, JPEG, SWF, SVG, DWG, DXF и др.